# Chloroclystis gerberae
Chloroclystis gerberae är en fjärilsart som beskrevs av Claude Herbulot 1963. Chloroclystis gerberae ingår i släktet Chloroclystis och familjen mätare. Inga underarter finns listade i Catalogue of Life.